# Tsutomu Nishino
Tsutomu Nishino (西野 努, Nishino Tsutomu) est un footballeur japonais né le 13 mars 1971. Il évoluait au poste de défenseur.